# 한스 크나우스
한스 크나우스(독일어: Hans Knauß, 1971년 8월 3일~)는 오스트리아의 전직 알파인 스키 선수이다. 1998년 동계 올림픽 남자 슈퍼대회전 부문에서 은메달을 획득했으며 세계 선수권 대회에서 은메달 1개, 동메달 1개를 획득했다.